# 榕光社
榕光社（Banyan Services Association）是香港註冊成立的一所慈善機構，主要的服务对象为老人家，此慈善机构也包括接受獨居单身老人委託辦理身後事。榕光社現任總幹事為香港工黨前立法會議員張國柱。

## 發展
- 1989年，義工發起「慈雲山老人搬遷大行動」，其成員後來成立榕光社。
- 2007年，榕光社推出「夕陽之友」服務。
- 2008年，榕光社老人服務團有限公司成立。
- 2011年1月，榕光社位於九龍黃大仙竹園南邨榮園樓地下110號的會址及長者中心開幕。
- 2011年9月，榕光社出版《一個人的喪禮》。
- 無綫捐款節目《關愛敬老滿榕光》
- 2015年，更改名稱為『榕光社有限公司』。
- 2017年，更改名稱為『榕光社』。同年，開拓安老院服務。

## 外部連結
- 榕光社 （页面存档备份，存于）